# اندیس پتکستان
پتکستان یک اندیس فلزی است که در حوالی شهر اردکان استان یزد قرار دارد و مادهٔ معدنی موجود در آن، سرب و روی است.